# Vagomestre
Vagomestre (do alemão Wagenmeister, "mestre das equipagens"), no exército português, é o militar responsável pela alimentação de uma subunidade. No exército francês, é o encarregado de entregar as correspondências.